# 首巫螳属
首巫螳属（学名：Presibylla）为花螳科的一个属。

## 下属物种
本属包括以下物种：
- 秀丽首巫螳 Presibylla elegans (Bolivar, 1908)
- 俊美首巫螳 Presibylla speciosa Roy, 1996